# Parafia Narodzenia Najświętszej Maryi Panny w Wietlinie (greckokatolicka)
Parafia Narodzenia Najświętszej Marii Panny w Wietlinie – parafia greckokatolicka w Wietlinie, w dekanacie przemyskim archieparchii przemysko-warszawskiej. 
Murowana cerkiew w Wietlinie została zbudowana w latach 1818–26. Parafia greckokatolicka funkcjonowała aż do wysiedlenia miejscowej ludności w latach 1945-1947. Po 1947 r. świątynię przejęła parafia rzymskokatolicka. Parafia wznowiła działalność 12 października 1993 r. Obecnie cerkiew, pozostając nadal własnością parafii rzymskokatolickiej, jest wykorzystywana wspólnie z grekokatolikami na niedzielne nabożeństwa.